# Sophie Fillières
Pour les articles homonymes, voir Fillières (homonymie).
Sophie Fillières, née le 20 novembre 1964, à Paris 8e et morte le 31 juillet 2023 à Paris 10e, est une réalisatrice, scénariste, et actrice française.

## Biographie

### Famille et vie privée
Née en 1964, Sophie Fillières est la fille d'un chef d'escale à Air France, Alain Fillières, et de Dominique Kunetz, professeure de mathématiques, reconvertie à l'archéologie puis à la peinture.
Elle est la sœur aînée de l'actrice Hélène Fillières. Elle a deux enfants, dont l'actrice Agathe Bonitzer, nés de son union avec le scénariste et réalisateur Pascal Bonitzer.

### Formation
Sophie Fillières est issue de la première promotion de la Femis et obtient son diplôme en 1990 (section « Réalisation »).

### Carrière
À sa sortie de la Femis, Sophie Fillières s'oriente vers la comédie, « le meilleur moyen d’évacuer la psychologie des personnages ! La comédie permet de s’aventurer sur des terrains dangereux sans avoir à s’en justifier. ». Ses différents films, sans être de grands succès, sont remarqués.  Les rencontres des personnages donnent lieu à des ricochets verbaux, des jeux oraux, des répétitions, ou jouent sur les paradoxes, les oxymores, les élans contraires. Les dialogues fonctionnent comme des jeux de miroir. L'humour bien spécifique de Sophie Fillières se retrouve dans les titres choisis. Le côté invraisemblable des situations imaginées par la réalisatrice, qui écrit elle-même ses scénarios, débouche sur des perspectives comiques, sentimentales et romanesques atypiques dans le cinéma français et de nature à bousculer le spectateur, en faisant sauter le verrou du réalisme,.
Outre ses propres réalisations, elle travaille, comme scénariste pour d'autres, comme Xavier Beauvois, Benoît Jacquot ou encore Noémie Lvovsky. Elle figure également dans la distribution d’Anatomie d'une chute, de Justine Triet, Palme d'or à Cannes en 2023.

### Mort
Sophie Fillières meurt le 31 juillet 2023 à l'âge de 58 ans, des suites d'une longue maladie,. Ses obsèques se tiennent dans l'après-midi du 11 août au crématorium du cimetière du Père-Lachaise.

## Filmographie

### Réalisatrice

#### Courts métrages
- 1991 : Des filles et des chiens
- 2006 : Antoine et Sidonie (Talents Adami Cannes 2006)
- 2006 : Nathalie Moretti... (Talents Adami Cannes 2006)

#### Longs métrages
- 1994 : Grande Petite
- 2000 : Aïe
- 2005 : Gentille
- 2009 : Un chat un chat
- 2014 : Arrête ou je continue
- 2017 : La Belle et la Belle[13]
- 2024 : Ma vie ma gueule[14]

### Scénariste
En plus de ses propres films.
- 1991 : Nord de Xavier Beauvois
- 1992 : Emma Zunz (téléfilm) de Benoît Jacquot, d'après la nouvelle tirée du recueil L'Aleph de Jorge Luis Borges
- 1994 : Oublie-moi de Noémie Lvovsky, adaptation et dialogues
- 1998 : Sombre de Philippe Grandrieux
- 2003 : Un homme, un vrai d'Arnaud et Jean-Marie Larrieu
- 2011 : Le Secret de l'enfant fourmi de Christine François
- 2011 : De bon matin de Jean-Marc Moutout, adaptation en collaboration avec le réalisateur et Olivier Gorce
- 2011 : E-Love (téléfilm) d'Anne Villacèque, en collaboration avec la réalisatrice
- 2013 : Ouf de Yann Coridian, en collaboration avec le réalisateur
- 2014 : Week-ends d'Anne Villacèque, en collaboration avec la réalisatrice
- 2018 : La Dernière Folie de Claire Darling de Julie Bertuccelli, en collaboration avec la réalisatrice
- 2020 : Garçon chiffon de Nicolas Maury, en collaboration avec le réalisateur et Maud Ameline
- 2023 : Sidonie au Japon d'Élise Girard

### Actrice
- 2016 : Victoria de Justine Triet : Sophie
- 2023 : Anatomie d'une chute de Justine Triet : Monica
- 2023 : Super-bourrés de Bastien Milheau : la professeure de SVT

## Distinctions
- Festival de Clermont-Ferrand 1992 : Mention spéciale du jury pour Des filles et des chiens
- Prix Jean-Vigo 1992 : Prix du court métrage pour Des filles et des chiens
- Festival international de cinéma de Thessalonique 1994 : Prix du meilleur scénario pour Oublie-moi de Noémie Lvovsky
- Prix SACD 2011 : Prix nouveau talent de la télévision avec Anne Villacèque pour E-Love
- Raindance Festival de Londres 2018 : Prix du meilleur scénario pour La Belle et la Belle
- Festival de Cannes 2024 : film d'ouverture de la Quinzaine des cinéastes avec Ma vie, ma gueule